# Louise d'Esparbès de Lussan
Marie Louise d’Esparbès de Lussan, par son mariage vicomtesse puis comtesse de Polastron, née à Bardigues le 19 octobre 1764 et morte à Londres le 27 mars 1804, à l’âge de 39 ans, a été la maîtresse du frère cadet du roi Louis XVI de France, Charles de France, comte d’Artois.

## Biographie
Elle était la fille de Louis-François d’Esparbès de Lussan et de Marie Catherine Julie Rougeot (1746-1764) qui mourut en la mettant au monde. 
Dame du palais de la reine Marie-Antoinette, elle épousa le 5 juin 1780 à Versailles Adhémar de Polastron(1758-1821), demi-frère de la duchesse de Polignac, amie intime de la reine et gouvernante des Enfants de France. De ce mariage naît un fils, Louis de Polastron (1785-1804).
Le comte d’Artois, grand amateur de jolies femmes, la remarqua à la cour de Versailles et s’attacha durablement à sa personne au point d’en faire sa favorite en titre. Cette liaison ne donna aucune descendance au comte d’Artois mais la mort prématurée de la comtesse ramena le prince à la foi.